# WrestleMania V
WrestleMania V foi o quinto evento de luta livre profissional WrestleMania produzido pela World Wrestling Federation (WWF). Aconteceu em 2 de abril de 1989 no Trump Plaza em Atlantic City, Nova Jersey. Foi comentado por Gorilla Monsoon e Jesse Ventura.
O evento principal foi Hulk Hogan contra Randy Savage pelo WWF World Heavyweight Championship em uma luta anunciada como "The Mega Powers Explode", em que Hogan venceu. O undercard incluiu combates entre Rick Rude e The Ultimate Warrior pelo WWF Intercontinental Championship, The Hart Foundation (Bret Hart e Jim Neidhart) contra Greg Valentine e The Honky Tonk Man e Demolition (Ax e Smash) contra Powers of Pain e Mr. Fuji em uma luta handicap pelo WWF Tag Team Championship.

## Resultados
| Nº                                          | Resultados | Estipulações                                           | Tempo |
| ------------------------------------------- | --- | ------------------------------------------------------ | ----- |
| 1                                           | Hercules derrotou King Haku (com Bobby Heenan)                                                                                      | Luta individual                                        | 6:57  |
| 2                                           | The Twin Towers (Akeem e Big Boss Man) (com Slick) derrotou The Rockers (Shawn Michaels e Marty Jannetty)                           | Luta de duplas                                         | 8:02  |
| 3                                           | Brutus Beefcake contra Ted DiBiase (com Virgil) terminou em dupla contagem                                                          | Luta individual                                        | 10:01 |
| 4                                           | The Bushwhackers (Luke Williams e Butch Miller) derrotou The Fabulous Rougeaus (Jacques Rougeau e Raymond Rougeau) (com Jimmy Hart) | Luta de duplas                                         | 9:10  |
| 5                                           | Mr. Perfect derrotou The Blue Blazer                                                                                                | Luta individual                                        | 5:38  |
| 6                                           | Demolition (Ax e Smash) (c) derrotou The Powers of Pain (The Warlord e The Barbarian) e Mr. Fuji                                    | Luta 3-contra-2 pelo WWF Tag Team Championship         | 8:20  |
| 7                                           | Dino Bravo (com Frenchy Martin) derrotou Ronnie Garvin                                                                              | Luta individual                                        | 3:06  |
| 8                                           | The Brain Busters (Arn Anderson e Tully Blanchard) (com Bobby Heenan) derrotou Strike Force (Rick Martel e Tito Santana)            | Luta de duplas                                         | 9:17  |
| 9                                           | Jake Roberts derrotou André the Giant (com Bobby Heenan) por desqualificação                                                        | Luta individual com Big John Studd as árbitro especial | 9:44  |
| 10                                          | The Hart Foundation (Bret Hart e Jim Neidhart) derrotou The Honky Tonk Man e Greg Valentine (com Jimmy Hart)                        | Luta de duplas                                         | 7:40  |
| 11                                          | Rick Rude (com Bobby Heenan) derrotou The Ultimate Warrior (c)                                                                      | Luta individual pelo WWF Intercontinental Championship | 9:36  |
| 12                                          | Jim Duggan vs. Bad News Brown terminou em dupla desqualificação                                                                     | Luta individual                                        | 3:49  |
| 13                                          | The Red Rooster derrotou Bobby Heenan (com The Brooklyn Brawler)                                                                    | Luta individual                                        | 00:31 |
| 14                                          | Hulk Hogan derrotou Randy Savage (c)                                                                                                | Luta individual pelo WWF Championship                  | 17:54 |
| (c) – Refere-se aos campeões antes da luta. | |                                                        |       |

## Celebridades
- Morton Downey, Jr. - convidado de um segmento de Piper's Pit
- Run-DMC - cantaram WrestleMania Rap para a assistência
- Donald Trump